# Oľšinkov
Oľšinkov é um município da Eslováquia, situado no distrito de Medzilaborce, na região de Prešov. Tem 7,65 km² de área e sua população em 2018 foi estimada em 25 habitantes.

## Demografia
| Ano:        | 1994 | 2004    | 2014    | 2024    |
| ----------- | ---- | ------- | ------- | ------- |
| Broj ljudi: | 57   | 34      | 27      | 22      |
| Razlika:    |      | -40,35% | -20,58% | -18,51% |

| Ano:               | 2023 | 2024   |
| ------------------ | ---- | ------ |
| Número de pessoas: | 21   | 22     |
| Diferença:         |      | +4,76% |